# ميميس دومازوس
ميميس دومازوس (باليونانية: Μίμης Δομάζος)‏ مواليد 22 يناير 1942 في أثينا، اليونان، هو لاعب كرة قدم يوناني سابق كان يلعب كلاعب وسط. لعب خلال مسيرته 544 مباراة سجل خلالها 139 هدفاً.

## المسيرة الاحترافية

### أندية لعب لها
- باناثينايكوس
- أيك أثينا

## روابط خارجية
- ميميس دومازوس على موقع الاتحاد الأوربي (الإنجليزية)
- ميميس دومازوس على موقع قاعدة بيانات كرة القدم.إي يو (الإنجليزية)
- ميميس دومازوس على موقع ناشيونال فوتبول تيمز (الإنجليزية)
- ميميس دومازوس على موقع عالم كرة القدم.نت (الإنجليزية)
- ميميس دومازوس على موقع أوليمبيديا (الإنجليزية)